# حسن محمدوف
حسن محمدوف (بالأذرية: Həsən Məmmədov) هو ممثل أذربيجاني (وحمل سابقاً جنسية الاتحاد السوفيتي)، ولد في 22 نوفمبر 1938 في أذربيجان، وتوفي في 26 أغسطس 2003 بباكو في أذربيجان. بدأ مشواره المهني سنة 1963.

## وصلات خارجية
- حسن محمدوف على موقع IMDb (الإنجليزية)
- حسن محمدوف على موقع قاعدة بيانات الفيلم (الإنجليزية)